# Lamedonte
Lamedonte (en griego antiguo Λαμέδων) fue, según la mitología griega, un rey de Sición, descendiente de Egialeo. Era hijo de Corono y hermano de Córax.
Córax había muerto sin hijos, y el reino de Sición pasó a manos de Epopeo. Pero Epopeo cayó muerto en combate contra Lico, cuando este fue a rescatar a su sobrina Antíope. Cuando Epopeo murió le sucedió Lamedonte, hermano de Córax. Con Lamedonte se acabó en Sición la estirpe de Egialeo. Su hija Zeuxipe se casó con Sición, al cual había pedido ayuda para luchar contra los aqueos. Lamedonte se casó con Feno, una ateniense hija de Clitio. Por eso el ateniense Yanisco, descendiente de Clitio, reinó más tarde en Sición.